# Hülgerahu
Hülgerahu – wyspa w Estonii położona na wschód od wyspy Kõverlaid. Leży na Morzu Bałtyckim i ma powierzchnię 0,15 ha.